# 西晉荊州行政區劃
曹魏舊州，州治所在宛縣（今河南省南陽市）。其範圍相當於今河南省西南部（南陽大部分，信陽西南），陝西省東南部（安康大部分、商洛南部），廣西壯族自治區東北、重慶市東部一小部分，江西省萍鄉市及周邊，湖北省、湖南省大部分地區，貴州省東部。後期範圍縮小為今河南省西南部（南陽大部分，信陽西南），湖北省大部分地區，湖南省雪峰山以北地區及貴州省東部。

## 郡級行政區
西晉荊州初領南陽、南鄉、襄陽、江夏、魏興、上庸、新城7郡。泰始元年（265）置義陽國。咸寧元年（275年）設置建平郡。太康元年（280年）平吳，原吳國荊州的南郡、宜都、建平、江夏、武陵、天門、長沙、衡陽、湘東、零陵、昭陵、桂陽12郡及揚州的安成郡來屬；同年分南郡置南平郡，原孫吳的建平郡併入西晉的建平郡，原孫吳的江夏郡改名武昌郡，昭陵郡改名邵陵郡；九年（288年）增置隨郡，十年（289年）南鄉郡改為順陽國。元康元年（291年）武昌、桂陽、安成3郡移屬江州，六年（296年）魏興、上庸、新城3郡移屬梁州，九年（299年）增置竟陵、建昌2郡。永寧二年（302年）置新野國。永嘉年間（307-313）分南郡置成都郡。永嘉元年（307年），長沙、衡陽、湘東、邵陵、零陵、建昌6郡移屬湘州。建興年間（313-316）廢成都郡併入南郡。西晉末領14郡。
江夏郡
江夏郡在三國時由魏、吳分治，曹魏江夏郡治安陸縣上昶城（今湖北省雲夢縣），領石陽、鄳、安陸、南新市、平春5縣。晉平吳後，原吳國江夏郡的雲杜、竟陵2縣來隸，石陽縣改名曲陵縣。太康年間（280-289）平春、鄳2縣移屬義陽國。元康九年（299年），雲杜、竟陵、南新市3縣移屬竟陵郡。光熙元年（306年）增置灄陽縣。西晉末領安陸、曲陵、灄陽3縣。
襄陽郡
曹魏舊郡，郡治襄陽縣（今湖北省襄陽市），領襄陽、宜城、中盧、鄀、山都、臨沮、旍陽、邔、編9縣。晉平吳後鄀、旍陽、編3縣移屬南郡，立上黃縣。永寧二年（302年）山都縣移屬新野國。永寧元年（304年）封楚王司馬瑋之子司馬範為襄陽王，郡改為襄陽國，永嘉五年（311年）被石勒殺害，國除為郡。西晉末領襄陽、宜城、中盧、臨沮、邔、上黃6縣。
南陽國
曹魏舊郡，咸寧三年（277年）汝南王司馬柬改封南陽王，南陽郡改為南陽國，太康十年（289年）國除為郡，光熙元年（306年）平昌公司馬模晉封南陽王，郡再次改為國。郡治宛縣（今河南省南陽市），領宛、西鄂、雉、魯陽、犨、博望、堵陽、葉、舞陰、比陽、冠軍、酈、涅陽、育陽、朝陽、安眾、湖陽、穰、鄧、蔡陽、棘陽、新野、安昌、隨、平氏、復陽、平林、義陽28縣。西晉泰始元年（265年）安昌、平林、平氏、義陽4縣移屬義陽國，太康元年（280年）新野、穰、鄧、蔡陽、隨、棘陽、朝陽7縣移屬義陽國。廢復陽（晉時廢縣）、湖陽（晉初廢縣）、安眾（晉初廢縣）2縣。西晉末領宛、西鄂、雉、魯陽、犨、育陽、博望、堵陽、葉、舞陰、比陽、涅陽、冠軍、酈14縣。
順陽國
曹魏為南鄉郡，郡治南鄉縣（今河南省淅川縣西南），領南鄉、酇、順陽、丹水、武當、析、陰、筑陽8縣。後增置汎陽縣（284年置）。太康十年（289年）扶風王司馬暢改封順陽王，南鄉郡改為順陽國。義陽國朝陽縣來隸。永嘉五年（311年）劉聰攻破洛陽，司馬暢下落不明。後國除為郡。
義陽郡
曹魏時曾置，後廢。泰始元年（265年）晉武帝封宗室司馬望為義陽王，分南陽郡4縣置義陽國。郡治安昌縣（今湖北省棗陽市南），領安昌、平林、平氏、義陽4縣。後增置厥西縣（晉初置縣）。太康元年（280年）南陽郡的新野、穰、鄧、蔡陽、隨、棘陽、朝陽7縣來隸，郡治移往新野縣（今河南省新野縣）。太康年間（280-289）江夏郡平春、鄳2縣來隸。太康九年（288年）隨、平林2縣移屬隨郡。永寧元年（301年）義陽王司馬威助趙王司馬倫謀反篡位失敗，被晉惠帝處死，國除為郡。永寧二年（302年）新野、棘陽、蔡陽、鄧、穰5縣移屬新野國。朝陽縣移屬順陽國。西晉末領安昌、平氏、義陽、厥西、平春、鄳6縣。
建平郡
泰始五年（269年）置建平都尉，領巫（269年自吳取得）、北井（原屬巴東）、泰昌（分巫縣置）、建始（269年自吳取得）4縣，咸寧元年（275年）改為建平郡，郡治巫縣（今重庆市巫山縣北），領巫、北井、泰昌、建始4縣。晉平吳後原吳國建平郡秭歸、興山2縣來隸，增置信陵、沙渠2縣，廢建始縣（284年廢，後復置）。西晉末領巫、北井、建始、泰昌、信陵、秭歸、興山、沙渠8縣。
南郡
孫吳舊郡，晉平吳後郡治仍在江陵縣（今湖北省荊州市荊州區），領江陵、華容、枝江、作唐、孱陵5縣。晉平吳，作唐、孱陵2縣移屬南平郡，襄陽郡旌陽、鄀、編3縣來隸，增置州陵、當陽、石首、監利4縣。永興元年（304年）監利、州陵、華容3縣移屬成都郡，建興年間（313-316）復歸。西晉末領江陵、鄀、旌陽、華容、枝江、編、當陽、州陵、石首、監利10縣。
宜都郡
孫吳舊郡，晉平吳後郡治仍在夷道縣（今湖北省宜都市），領夷道、西陵、佷山3縣。晉平吳後西陵縣改名夷陵縣，至西晉末未變。
武陵國
曹魏咸熙元年（264年）曹魏遣漢葭縣長郭純為武陵太守，入侵吳國武陵郡，攻略黔陽、遷陵等縣，後吳將鍾離牧擊敗郭純並收復該地。西晉泰始初立武陵郡，領黽陽、黔陽2縣，咸寧元年（275年）廢郡，所領各縣均廢。晉平吳後得吳國武陵郡，郡治仍在臨沅縣（今湖南省常德市），領臨沅、漢壽（原名吳壽）、沅陵、辰陽、酉陽、鐔城、沅南、遷陵、龍陽9縣。後廢辰陽縣，增置舞陽、黚陽2縣。永興元年（304年）東武公司馬澹晉封武陵王，改為武陵國。西晉末領臨沅、漢壽、沅陵、酉陽、鐔城、沅南、遷陵、龍陽、舞陽、黚陽10縣。
天門郡
孫吳舊郡，晉平吳後郡治仍在零陽縣（今湖南省慈利縣東北），領零陽、充、漊中3縣。晉平吳後增置臨澧（283年置）、澧陽（283年置）2縣，至西晉末不變。
南平郡
太康元年（280年）分南郡江南地置。郡治作唐縣（今湖南省華容縣西），後移治江安縣（今湖北省公安縣西北），領作唐、孱陵、安南（280年置）、江安（280年置）4縣，至西晉末不變。
隨國
太康九年（288年）晉宗室隨縣王司馬邁晉封為隨郡王，分義陽國2縣置隨國。郡治隨縣（今湖北省隨州市），領隨、平林2縣，至西晉末不變。
竟陵郡
元康九年（299年）分江夏郡置。郡治雲杜縣石城（今湖北省钟祥市），領雲杜、竟陵、南新市3縣，至西晉末不變。
新野國
永寧元年（301年）新野縣公司馬歆跟隨齊王司馬冏討伐趙王司馬倫有功，永寧二年（302年）晉封新野王，分義陽、襄陽2郡置新野國。郡治新野縣（今河南省新野縣），領新野、棘陽、蔡陽、穰、鄧、山都6縣。永嘉五年（311年）石勒攻略河南，新野王司馬劭遇害。後國除為郡。
成都郡（廢除）
因李雄攻破成都，永嘉年間（307-313）分南郡置成都郡，作為華容縣王司馬遵的封地。郡治華容縣（今湖北省監利市西北），領華容、州陵、監利、豐都4縣。建興年間（313-316年）廢郡併入南郡。

## 縣級行政區
| 荊州（州治：江陵縣）                                                                            |                          |          |                                      |                                                                 |                                                                                    |
| 說明：本表為西晉建興四年（316年）荊州各郡所轄的縣份；以深灰色表示者，為曾經建置，後來廢除的縣份 |                          |          |                                      |                                                                 |                                                                                    |
| 郡名 （縣數）                                                                                   | 郡治                     | 縣名     | 今地位置(2020年)                     | 隸屬郡國                                                        | 備注                                                                               |
| 江夏郡 （3）                                                                                    | 安陸縣                   | 安陸縣   | 今湖北省雲夢縣                       | 江夏郡(265-316)                                                 |                                                                                    |
| 江夏郡 （3）                                                                                    | 安陸縣                   | 曲陵縣   | 今湖北省漢川市西北                   | 江夏郡(265-316)                                                 | 曹魏為石陽縣，太康元年（280年）改名曲陵縣。                                        |
| 江夏郡 （3）                                                                                    | 安陸縣                   | 灄陽縣   | 今湖北省武漢市黃陂區西南             | 江夏郡(306-316)                                                 | 光熙元年（306年）分安陸縣東置縣。                                                  |
| 襄陽郡 （6）                                                                                    | 襄陽縣                   | 襄陽縣   | 今湖北省襄陽市                       | 襄陽郡(265-316，襄陽國304-311)                                  |                                                                                    |
| 襄陽郡 （6）                                                                                    | 襄陽縣                   | 宜城縣   | 今湖北省宜城市東南鄭集鎮             | 襄陽郡(265-316，襄陽國304-311)                                  |                                                                                    |
| 襄陽郡 （6）                                                                                    | 襄陽縣                   | 中盧縣   | 今湖北省襄陽市西南                   | 襄陽郡(265-316，襄陽國304-311)                                  |                                                                                    |
| 襄陽郡 （6）                                                                                    | 襄陽縣                   | 臨沮縣   | 今湖北省遠安縣西北                   | 襄陽郡(265-316，襄陽國304-311)                                  |                                                                                    |
| 襄陽郡 （6）                                                                                    | 襄陽縣                   | 邔縣     | 今湖北省宜城市北                     | 襄陽郡(265-316，襄陽國304-311)                                  |                                                                                    |
| 襄陽郡 （6）                                                                                    | 襄陽縣                   | 上黃縣   | 今湖北省南漳縣東南                   | 襄陽郡(280-316，襄陽國304-311)                                  | 太康元年（280年）左右分臨沮、中廬2縣置上黃縣。                                     |
| 南陽國 （14）                                                                                   | 宛縣                     | 宛縣     | 今河南省南陽市                       | 南陽國(265-316，南陽郡265-277、289-306)                         |                                                                                    |
| 南陽國 （14）                                                                                   | 宛縣                     | 西鄂縣   | 今河南省南陽市北                     | 南陽國(265-316，南陽郡265-277、289-306)                         |                                                                                    |
| 南陽國 （14）                                                                                   | 宛縣                     | 雉縣     | 今河南省方城縣西北                   | 南陽國(265-316，南陽郡265-277、289-306)                         |                                                                                    |
| 南陽國 （14）                                                                                   | 宛縣                     | 魯陽縣   | 今河南省魯山縣                       | 南陽國(265-316，南陽郡265-277、289-306)                         |                                                                                    |
| 南陽國 （14）                                                                                   | 宛縣                     | 犨縣     | 今河南省平頂山市西南                 | 南陽國(265-316，南陽郡265-277、289-306)                         |                                                                                    |
| 南陽國 （14）                                                                                   | 宛縣                     | 育陽縣   | 今河南省新野縣北                     | 南陽國(265-316，南陽郡265-277、289-306)                         |                                                                                    |
| 南陽國 （14）                                                                                   | 宛縣                     | 博望縣   | 今河南省方城縣西南                   | 南陽國(265-316，南陽郡265-277、289-306)                         |                                                                                    |
| 南陽國 （14）                                                                                   | 宛縣                     | 堵陽縣   | 今河南省方城縣                       | 南陽國(265-316，南陽郡265-277、289-306)                         |                                                                                    |
| 南陽國 （14）                                                                                   | 宛縣                     | 葉縣     | 今河南省葉縣西南                     | 南陽國(265-316，南陽郡265-277、289-306)                         |                                                                                    |
| 南陽國 （14）                                                                                   | 宛縣                     | 舞陰縣   | 今河南省社旗縣東南                   | 南陽國(265-316，南陽郡265-277、289-306)                         |                                                                                    |
| 南陽國 （14）                                                                                   | 宛縣                     | 比陽縣   | 今河南省泌陽縣                       | 南陽國(265-316，南陽郡265-277、289-306)                         |                                                                                    |
| 南陽國 （14）                                                                                   | 宛縣                     | 涅陽縣   | 今河南省南陽市西南                   | 南陽國(265-316，南陽郡265-277、289-306)                         |                                                                                    |
| 南陽國 （14）                                                                                   | 宛縣                     | 冠軍縣   | 今河南省鄧州市西北                   | 南陽國(265-316，南陽郡265-277、289-306)                         |                                                                                    |
| 南陽國 （14）                                                                                   | 宛縣                     | 酈縣     | 今河南省內鄉縣北                     | 南陽國(265-316，南陽郡265-277、289-306)                         |                                                                                    |
| 南陽國 （14）                                                                                   | 宛縣                     | 復陽縣   | 今河南省桐柏縣西                     | 南陽郡(？)                                                      | 晉初廢縣。（不詳何時）                                                             |
| 南陽國 （14）                                                                                   | 宛縣                     | 安眾縣   | 今河南省鄧州市東北                   | 南陽郡(？)                                                      | 晉初廢縣。                                                                         |
| 南陽國 （14）                                                                                   | 宛縣                     | 湖陽縣   | 今河南省唐河縣西南                   | 南陽郡(265-2？)                                                 | 晉初廢縣併入棘陽縣。                                                               |
| 順陽國 （10）                                                                                   | 南鄉縣                   | 南鄉縣   | 今河南省淅川縣西北                   | 順陽國(265-316，南鄉郡265-289)                                  |                                                                                    |
| 順陽國 （10）                                                                                   | 南鄉縣                   | 酇縣     | 今湖北省老河口市西北                 | 順陽國(265-316，南鄉郡265-289)                                  |                                                                                    |
| 順陽國 （10）                                                                                   | 南鄉縣                   | 順陽縣   | 今河南省內鄉縣西                     | 順陽國(265-316，南鄉郡265-289)                                  |                                                                                    |
| 順陽國 （10）                                                                                   | 南鄉縣                   | 丹水縣   | 今河南省淅川縣西                     | 順陽國(265-316，南鄉郡265-289)                                  | 咸宁三年（277年）至太康元年（280年）为司马睦侯国。                                 |
| 順陽國 （10）                                                                                   | 南鄉縣                   | 武當縣   | 今湖北省十堰市鄖阳区東南             | 順陽國(265-316，南鄉郡265-289)                                  |                                                                                    |
| 順陽國 （10）                                                                                   | 南鄉縣                   | 析縣     | 今河南省西峽縣                       | 順陽國(265-316，南鄉郡265-289)                                  |                                                                                    |
| 順陽國 （10）                                                                                   | 南鄉縣                   | 陰縣     | 今湖北省老河口市西北                 | 順陽國(265-316，南鄉郡265-289)                                  |                                                                                    |
| 順陽國 （10）                                                                                   | 南鄉縣                   | 筑陽縣   | 今湖北省老河口市西南                 | 順陽國(265-316，南鄉郡265-289)                                  |                                                                                    |
| 順陽國 （10）                                                                                   | 南鄉縣                   | 汎陽縣   | 今湖北省穀城縣西                     | 順陽國(284-316，南鄉郡284-289)                                  | 太康五年（284年）置縣。                                                            |
| 順陽國 （10）                                                                                   | 南鄉縣                   | 朝陽縣   | 今河南省新野縣西                     | 南陽郡(265-280)→義陽國(280-301)→義陽郡(301-302)→順陽國(302-316) |                                                                                    |
| 義陽郡 （6）                                                                                    | 安昌縣 ↓ 新野縣 ↓ 安昌縣 | 安昌縣   | 今湖北省棗陽市南                     | 南陽郡(265)→義陽郡(266-316，義陽國266-301)                      |                                                                                    |
| 義陽郡 （6）                                                                                    | 安昌縣 ↓ 新野縣 ↓ 安昌縣 | 平氏縣   | 今河南省桐柏縣西                     | 南陽郡(265)→義陽郡(266-316，義陽國266-301)                      |                                                                                    |
| 義陽郡 （6）                                                                                    | 安昌縣 ↓ 新野縣 ↓ 安昌縣 | 義陽縣   | 今河南省桐柏縣東                     | 南陽郡(265)→義陽郡(266-316，義陽國266-301)                      |                                                                                    |
| 義陽郡 （6）                                                                                    | 安昌縣 ↓ 新野縣 ↓ 安昌縣 | 厥西縣   | 今湖北省棗陽市東                     | 義陽郡(？-316，義陽國？-301)                                    | 晉初置縣。                                                                         |
| 義陽郡 （6）                                                                                    | 安昌縣 ↓ 新野縣 ↓ 安昌縣 | 鄳縣     | 今河南省信陽市                       | 江夏郡(265-280?)→義陽郡(280?-316，義陽國280?-301)               |                                                                                    |
| 義陽郡 （6）                                                                                    | 安昌縣 ↓ 新野縣 ↓ 安昌縣 | 平春縣   | 今河南省信陽市平橋區西北             | 江夏郡(265-280?)→義陽郡(280?-316，義陽國280?-301)               |                                                                                    |
| 建平郡 （8）                                                                                    | 巫縣                     | 巫縣     | 今重庆市巫山縣北                     | 建平郡(269-316，建平都尉269-274)                                | 原為吳地，建衡元年（269年）晉攻取此縣。                                            |
| 建平郡 （8）                                                                                    | 巫縣                     | 北井縣   | 今重慶市巫山縣北                     | 巴東郡(264-269)→建平郡(269-316，建平都尉269-274)                |                                                                                    |
| 建平郡 （8）                                                                                    | 巫縣                     | 泰昌縣   | 今重慶市巫山縣北                     | 建平郡(269-316，建平都尉269-274)                                | 泰始年間（265-274）置縣。                                                          |
| 建平郡 （8）                                                                                    | 巫縣                     | 建始縣   | 今湖北省建始縣                       | 建平郡(269-316，建平都尉269-274)                                | 原為吳地，建衡元年（269年）以後入晉。太康五年（284年）廢縣，後復置縣。             |
| 建平郡 （8）                                                                                    | 巫縣                     | 信陵縣   | 今湖北省宜昌市夷陵區西樂天溪鎮       | 建平郡(279-316)                                                 | 原為吳地，咸寧五年（279年）入晉。                                                  |
| 建平郡 （8）                                                                                    | 巫縣                     | 秭歸縣   | 今湖北省秭歸縣駐地茅坪鎮             | 建平郡(280-316)                                                 | 原為吳地，太康元年（280年）降晉。                                                  |
| 建平郡 （8）                                                                                    | 巫縣                     | 興山縣   | 今湖北省興山縣北                     | 建平郡(280-316)                                                 | 原為吳地，太康元年（280年）入晉。                                                  |
| 建平郡 （8）                                                                                    | 巫縣                     | 沙渠縣   | 今湖北省恩施市                       | 建平郡(280-316)                                                 | 原為吳地，吳末時縣廢地入晉。太康元年（280年）置縣。                                |
| 南郡 （10）                                                                                     | 江陵縣                   | 江陵縣   | 今湖北省荊州市荊州區                 | 南郡(280-316)                                                   |                                                                                    |
| 南郡 （10）                                                                                     | 江陵縣                   | 枝江縣   | 今湖北省枝江市西北                   | 南郡(280-316)                                                   |                                                                                    |
| 南郡 （10）                                                                                     | 江陵縣                   | 當陽縣   | 今湖北省荊門市西南                   | 南郡(280-316)                                                   | 吳末時為西晉所取。                                                                 |
| 南郡 （10）                                                                                     | 江陵縣                   | 鄀縣     | 今湖北省宜城市東南                   | 襄陽郡(265-280)→南郡(280-316)                                   |                                                                                    |
| 南郡 （10）                                                                                     | 江陵縣                   | 旌陽縣   | 今湖北省枝江市東北                   | 襄陽郡(265-280)→南郡(280-316)                                   |                                                                                    |
| 南郡 （10）                                                                                     | 江陵縣                   | 編縣     | 今湖北省荊門市西北                   | 襄陽郡(265-280)→南郡(280-316)                                   |                                                                                    |
| 南郡 （10）                                                                                     | 江陵縣                   | 石首縣   | 今湖北省石首市                       | 南郡(280?-316)                                                  | 晉平吳後置縣。                                                                     |
| 南郡 （10）                                                                                     | 江陵縣                   | 州陵縣   | 今湖北省洪湖市東北，長江北岸         | 南郡(280-307?)→成都郡(307?-？)→南郡(？-316)                     | 太康元年（280年）置縣。                                                            |
| 南郡 （10）                                                                                     | 江陵縣                   | 華容縣   | 今湖北省監利市西北                   | 南郡(280後-307?)→成都郡(307?-？)→南郡(？-316)                   | 晉平吳後，於太康元年（280年）廢縣，後復置縣。                                      |
| 南郡 （10）                                                                                     | 江陵縣                   | 監利縣   | 今湖北省監利市東北                   | 南郡(283，284-307?)→成都郡(307?-？)→南郡(？-316)                | 吳時廢縣，太康四年（283年）復置縣，後廢縣併入華容縣；五年（284年）復分華容縣置縣。 |
| 南郡 （10）                                                                                     | 江陵縣                   | 豐都縣   | 地望不詳                             | 成都郡(307?-？)                                                 | 永興元年（304年）分華容、州陵、監利3縣置縣，建興年間（313-316）縣廢併入監利縣。    |
| 宜都郡 （3）                                                                                    | 夷道縣                   | 夷道縣   | 今湖北省宜都市                       | 宜都郡(280-316)                                                 |                                                                                    |
| 宜都郡 （3）                                                                                    | 夷道縣                   | 夷陵縣   | 今湖北省宜昌市西陵區                 | 宜都郡(280-316)                                                 | 孫吳為西陵縣，晉平吳後復名夷陵縣。                                                 |
| 宜都郡 （3）                                                                                    | 夷道縣                   | 佷山縣   | 今湖北省長陽土家族自治縣西，清江北岸 | 宜都郡(280-316)                                                 |                                                                                    |
| 武陵郡 （10）                                                                                   | 臨沅縣                   | 臨沅縣   | 今湖南省常德市                       | 武陵國(280-316，武陵郡280-304)                                  |                                                                                    |
| 武陵郡 （10）                                                                                   | 臨沅縣                   | 漢壽縣   | 今湖南省常德市東北                   | 武陵國(280-316，武陵郡280-304)                                  | 孫吳為吳壽縣，晉平吳後復名漢壽縣。                                                 |
| 武陵郡 （10）                                                                                   | 臨沅縣                   | 沅陵縣   | 今湖南省沅陵縣南，沅江東岸           | 武陵國(280-316，武陵郡280-304)                                  |                                                                                    |
| 武陵郡 （10）                                                                                   | 臨沅縣                   | 酉陽縣   | 今湖南省永順縣東南                   | 武陵國(280-316，武陵郡280-304)                                  |                                                                                    |
| 武陵郡 （10）                                                                                   | 臨沅縣                   | 鐔城縣   | 今湖南省靖州苗族侗族自治縣南         | 武陵國(280-316，武陵郡280-304)                                  |                                                                                    |
| 武陵郡 （10）                                                                                   | 臨沅縣                   | 沅南縣   | 今湖南省常德市西北，桃源縣東北       | 武陵國(280-316，武陵郡280-304)                                  |                                                                                    |
| 武陵郡 （10）                                                                                   | 臨沅縣                   | 遷陵縣   | 今湖南省保靖縣東北                   | 武陵國(280-316，武陵郡280-304)                                  |                                                                                    |
| 武陵郡 （10）                                                                                   | 臨沅縣                   | 龍陽縣   | 今湖南省龍山縣南                     | 武陵國(280-316，武陵郡280-304)                                  |                                                                                    |
| 武陵郡 （10）                                                                                   | 臨沅縣                   | 舞陽縣   | 今湖南省懷化市                       | 武陵國(280?-316，武陵郡280?-304)                                | 晉平吳後置縣。                                                                     |
| 武陵郡 （10）                                                                                   | 臨沅縣                   | 黚陽縣   | 地望不詳                             | 武陵國(280?-316，武陵郡280?-304)                                | 晉平吳後置縣。                                                                     |
| 武陵郡 （10）                                                                                   | 臨沅縣                   | 辰陽縣   | 今湖南省辰溪縣西南，辰江之北         | 武陵郡(280)                                                     | 晉平吳後廢縣。                                                                     |
| 天門郡 （5）                                                                                    | 零陽縣                   | 零陽縣   | 今湖南省慈利縣東北                   | 天門郡(280-316)                                                 |                                                                                    |
| 天門郡 （5）                                                                                    | 零陽縣                   | 充縣     | 今湖南省桑植縣                       | 天門郡(280-316)                                                 |                                                                                    |
| 天門郡 （5）                                                                                    | 零陽縣                   | 漊中縣   | 今湖南省慈利縣西，漊水南岸           | 天門郡(280-316)                                                 |                                                                                    |
| 天門郡 （5）                                                                                    | 零陽縣                   | 臨澧縣   | 地望不詳                             | 天門郡(283-316)                                                 | 太康四年（283年）置縣。                                                            |
| 天門郡 （5）                                                                                    | 零陽縣                   | 澧陽縣   | 地望不詳                             | 天門郡(283-316)                                                 | 太康四年（283年）置縣。                                                            |
| 南平郡 （4）                                                                                    | 作唐縣 ↓ 江安縣          | 江安縣   | 今湖北省公安縣                       | 南平郡(280-316)                                                 | 太康元年（280年）置縣。                                                            |
| 南平郡 （4）                                                                                    | 作唐縣 ↓ 江安縣          | 作唐縣   | 今湖南省安鄉縣北                     | 南郡(280)→南平郡(280-316)                                       |                                                                                    |
| 南平郡 （4）                                                                                    | 作唐縣 ↓ 江安縣          | 孱陵縣   | 今湖北省公安縣西                     | 南郡(280)→南平郡(280-316)                                       |                                                                                    |
| 南平郡 （4）                                                                                    | 作唐縣 ↓ 江安縣          | 安南縣   | 今湖南省華容縣                       | 南平郡(280-316)                                                 | 太康元年（280年）分江安縣置縣。                                                    |
| 隨國 （2）                                                                                      | 隨縣                     | 隨縣     | 今湖北省隨州市                       | 南陽郡(265-280)→義陽國(280-288)→隨國(288-316)                   |                                                                                    |
| 隨國 （2）                                                                                      | 隨縣                     | 平林縣   | 今湖北省隨縣東北                     | 南陽郡(265-280)→義陽國(280-288)→隨國(288-316)                   |                                                                                    |
| 竟陵郡 （3）                                                                                    | 雲杜縣                   | 雲杜縣   | 今湖北省京山市駐地新市鎮             | 江夏郡(280-299)→竟陵郡(299-316)                                 |                                                                                    |
| 竟陵郡 （3）                                                                                    | 雲杜縣                   | 南新市縣 | 今湖北省京山市東北                   | 江夏郡(265-299)→竟陵郡(299-316)                                 |                                                                                    |
| 竟陵郡 （3）                                                                                    | 雲杜縣                   | 竟陵縣   | 今湖北省潛江市西北                   | 江夏郡(280-299)→竟陵郡(299-316)                                 |                                                                                    |
| 新野國 （6）                                                                                    | 新野縣                   | 新野縣   | 今河南省新野縣                       | 南陽郡(265-280)→義陽郡(280-302，義陽國280-301)→新野國(302-316)  |                                                                                    |
| 新野國 （6）                                                                                    | 新野縣                   | 棘陽縣   | 今河南省南陽市南                     | 南陽郡(265-280)→義陽郡(280-302，義陽國280-301)→新野國(302-316)  |                                                                                    |
| 新野國 （6）                                                                                    | 新野縣                   | 蔡陽縣   | 今湖北省棗陽市西                     | 南陽郡(265-280)→義陽郡(280-302，義陽國280-301)→新野國(302-316)  |                                                                                    |
| 新野國 （6）                                                                                    | 新野縣                   | 穰縣     | 今河南省鄧州市                       | 南陽郡(265-280)→義陽郡(280-302，義陽國280-301)→新野國(302-316)  |                                                                                    |
| 新野國 （6）                                                                                    | 新野縣                   | 鄧縣     | 今湖北省襄陽市北                     | 南陽郡(265-280)→義陽郡(280-302，義陽國280-301)→新野國(302-316)  |                                                                                    |
| 新野國 （6）                                                                                    | 新野縣                   | 山都縣   | 今湖北省襄陽市西北                   | 襄陽郡(265-302)→新野國(302-316)                                 |                                                                                    |

## 出處
1. ↑  《晉書》卷59〈楚隱王瑋傳〉：「永寧元年，追贈驃騎將軍，封其子範為襄陽王，拜散騎常侍，後為石勒所害。」
2. ↑  《晉書》卷3〈武帝紀〉：「〔咸寧三年八月癸亥〕徙……汝南王柬為南陽王。……〔太康十年〕改封南陽王柬為秦王」；卷4〈惠帝紀〉：「〔光熙元年〕進平昌公模為南陽王。
3. ↑  《晉書》卷3〈武帝紀〉：「〔太康十年〕徙扶風王暢為順陽王。」；卷38〈宣五王傳〉：「暢字玄舒。改封順陽王……永嘉末，劉聰入洛，不知所終。」
4. ↑  《晉書》卷3〈武帝紀〉：「〔泰始元年〕封……皇從伯父望為義陽王。」；《水經注》卷30：「闞駰言：晉太始中，割南陽東鄙之安昌、平林、平氏、義陽4縣，置義陽郡於安昌城。又《太康記》、《晉書‧地道記》并有義陽郡，以南陽屬縣為名。」；《太平寰宇記》卷142〈山南東道·鄧州南陽縣〉：「晉太康元年置義陽郡，居新野縣，屬荊州。」[註 3]
5. ↑  《宋書》卷37〈州郡志三〉：「晉又有建平都尉，領巫、北井、泰昌、建始四縣。晉武帝咸寧元年，改都尉為郡，於是吳、晉各有建平郡。太康元年吳平，併合。」
6. ↑  《三國志》卷60〈鍾離牧傳〉：「永安六年，蜀并于魏，武陵五谿夷與蜀接界，時論懼其叛亂，乃以牧為平魏將軍，領武陵太守，往之郡。魏遣漢葭縣長郭純試守武陵太守，率涪陵民入蜀遷陵界，屯于赤沙，誘致諸夷邑君，或起應純，又進攻酉陽縣，郡中震懼。牧……即率所領，晨夜進道，緣山險行，垂二千里，從塞上，斬惡民懷異心者魁帥百餘人及其支黨凡千餘級，純等散，五谿平。」；《宋書》卷37〈州郡志三〉：「晉末平吳時，峽中立武陵郡，有黽陽、黔陽縣，咸寧元年併省。」
7. ↑  《晉書》卷38〈宣五王·琅邪武王伷傳〉：「武陵莊王澹字思弘。初為冗從僕射，後封東武公……齊王冏輔政……澹與妻子徙遼東……得還。拜光祿大夫、尚書、太子太傅，改封武陵王。」
8. ↑  《晉書》卷15〈地理志下〉：「南平郡，吳置，以為南郡，太康元年改曰南平。」；《宋書》卷37〈州郡志三·南平內史〉：「晉武帝太康元年，分南郡江南為南平郡，治作唐，後治江安。」
9. ↑  《晉書》卷37〈宗室傳〉：「隨穆王整，兄弈卒，以整為世子。歷南中郎將，封清泉侯，先父望薨，追贈冠軍將軍。武帝以義陽國一縣追封為隨縣王。子邁嗣。太康九年，以義陽之平林益邁為隨郡王。」
10. ↑  《宋書》卷37〈州郡志三〉：「竟陵太守，晉惠帝元康九年，分江夏西界立。」；《水經注》卷28：「沔水又南逕石城西，城因山為固，晉太傅羊祜鎮荊州立，晉惠帝元康九年，分江夏西部置竟陵郡，治此。」
11. ↑  《水經注》卷31：「晉咸寧[註 5]二年，封大司馬扶風武王少子歆為新野郡公，割南陽（當作義陽）五屬棘陽、蔡陽、穰、鄧、山都封焉。」
12. ↑  《晉書》卷5〈孝懷帝紀〉：「〔永嘉五年〕東海世子毗及宗室四十八王尋又沒于石勒。」；卷38〈宣五王傳〉：「〔歆〕無子，以兄子劭為後，永嘉末沒于石勒。」
13. 1 2  《晉書》卷15〈地理志下〉：「時蜀亂，又割南郡之華容、州陵、監利三縣別立豐都，合四縣置成都郡，為成都王穎國，居華容縣。愍帝建興中，併還南郡，亦併豐都於監利。」卷59〈成都王穎傳〉：「永嘉中，立東萊王蕤子遵為穎嗣，封華容縣王。後沒於賊，國除。」；《水經注》卷32：「北臨中夏水，自縣東北逕成都郡故城南，晉永嘉中，西蜀阻亂，割華容諸城為成都王穎國。」
14. ↑  《宋書》卷36〈州郡志二·安陸太守〉：「江夏又有曲陵縣，本名石陽，吳立。晉起居注，太康元年，改江夏石陽曰曲陵。」
15. ↑  《宋書》卷37〈州郡志三·江夏太守〉：「羨陽子相，晉惠帝世，安陸人朱伺為陶侃將，求分安陸東界為此縣。」[註 6]
16. ↑  《水經注》卷28〈沔水〉：「晉武帝平吳，割臨沮之北鄉、中廬之南鄉立上黃縣，治軨鄉。」
17. ↑  《輿地廣記》卷8〈京西南路·唐州湖陽縣〉：「湖陽縣，故蓼國，二漢屬南陽郡，晉省入棘陽。」
18. ↑  《宋書》卷37〈州郡志三·始平太守〉：「汎陽令，晉武帝太康五年立，屬南鄉，仍屬順陽。」
19. ↑  《宋書》卷37〈州郡志三·南義陽太守〉：「厥西令，二漢無，《晉太康地志》屬義陽。」
20. ↑  《三國志》卷41〈霍峻傳〉注引《襄陽記》：「憲還，襲取吳之巫城。」
21. ↑  《宋書》卷37〈州郡志三·建平太守〉：「〔太康〕五年，省建始縣，後復立。」
22. ↑  《宋書》卷37〈州郡志三·建平太守〉：「沙渠令，晉起居注，太康元年立。」
23. ↑  《宋書·卷三十七·州郡志三·巴陵太守》：「州陵侯相，漢舊縣，屬南郡，晉武帝太康元年復立，疑是吳所省也。」
24. ↑  《宋書·卷三十七·州郡志三·南郡太守》：「華容公相，漢舊縣，晉武太康元年省，後復立。」
25. ↑  《宋書》卷37〈州郡志三·巴陵太守〉：「監利侯相，按《晉起居注》，太康四年，復立南郡之監利縣，尋復省之。言由先有而被省也，疑是吳所立，又是吳所省。」；《元和郡縣圖志》卷21〈山南道·復州監利縣〉：「本漢華容縣地也，晉武帝太康五年分立監利縣，屬南郡。」
26. ↑  《宋書》卷37〈州郡志三·宜都太守〉：「夷陵令，漢舊縣，吳改曰西陵，晉武帝太康元年復舊。」
27. ↑  《宋書》卷37〈州郡志三·武陵太守〉：「漢壽伯相，吳曰吳壽，晉武帝復舊。」
28. ↑  《宋書》卷37〈州郡志三·武陵太守〉：「舞陽令，前漢作無陽，後漢無，《晉太康地志》有。」；《記纂淵海》卷14〈荊湖北路·沅州廬陽縣〉：「本漢武陵郡無陽縣，晉置舞陽縣。」
29. ↑  《宋書》卷37〈州郡志三·武陵太守〉：「黚陽長，二漢無，《晉太康地志》有。」
30. ↑  《輿地廣記》卷14〈荊湖北路·辰州辰溪縣〉：「二漢辰陽縣，屬武陵郡，晉省之。」；《記纂淵海》卷14〈荊湖北路·沅州廬陽縣〉：「辰溪，本漢武陵郡辰陽縣，晉省之。」
31. ↑  《宋書》卷37〈州郡志三·天門太守〉：「臨澧令，晉武帝太康四年立。」
32. ↑  《宋書》卷37〈州郡志三·天門太守〉：「澧陽令，晉武帝太康四年立。」
33. ↑  《宋書》卷37〈州郡志三·南平太守〉：「江安侯相，晉武帝太康元年立。」
34. ↑  《宋書》卷37〈州郡志三·南平太守〉：「安南令[註 14]，晉武帝分江安立。」

### 書籍
- 吳增僅，《三國郡縣表》，上海：開明書局，1937
- 李錫甫，《漢晉城陽郡沿革考》，國立編譯館館刊第6卷第一期，1977
- 劉琳，《華陽國志校注》，成都：巴蜀書社，1984
- 李曉杰，《東漢政區地理》，北京：人民出版社，1987
- 胡阿祥，《六朝疆域與政區研究》（增訂本），北京：學苑出版社，2005
- 錢儀吉、楊晨，《三國會要》，上海：上海古籍出版社，2006
- 陳健梅，《孫吳政區地理研究》，長沙：岳麓書社，2007
- 孔祥軍，《三國政區地理研究》，南京：南京大學歷史系，2007
- 任乃強，《華陽國志校補圖注》，上海：上海古籍出版社，2009
- 孔祥軍，《晉書地理志校注》，北京：新世界出版社，2012
- 胡阿祥、孔祥軍、徐成合著，《中國行政區劃通史·三國兩晉南朝卷》，上海：復旦大學出版社，2014
- 范曄，《後漢書》，維基文庫
- 房玄齡，《晉書》，維基文庫
- 沈約，《宋書》，維基文庫
- 魏收，《魏書》，維基文庫
- 李吉甫，《元和郡縣圖志》，維基文庫
- 樂史，《太平寰宇記》，維基文庫
- 歐陽忞，《輿地廣記》，維基文庫
- 酈道元，《水經注》，維基文庫